# ピェカルィ・シロンスキェ
ピェカルィ・シロンスキェ（ポーランド語：Piekary Śląskie [pʲɛˈkarɨ ˈɕlɔ̃skʲɛ]、ドイツ語:Deutsch Piekar）は、カトヴィツェの近くにある、ポーランド南部シロンスク県の都市。220万人の人口を持つポーランド最大の大都市圏・上シレジア都市圏連合（en:Upper Silesian Metropolitan Union）の北側に位置している。シレジア高地にあり、ヴィスワ川の支流であるBrynica川が流れる。
1999年よりシロンスク県に属し、以前はカトヴィツェ県（en:Katowice Voivodeship）に属していた。ピェカルィ・シロンスキェは270万人のカトヴィツェ都市圏の都市の一つであり、約529万4000人が住む大シレジア都市圏の中にある。
2021年の人口は5万4226人である。
ピェカルィは上シレジア地方の宗教上の中心地であり、聖母マリアの聖堂は何千人もの信お者への巡礼の場所となるとともに、鉱山の町でもある。それはパトリオティズムのデモの舞台となり、シレジア蜂起の中心地の一つでもあった。また、1922年に人口の86％が再建されたポーランドに加わることを支持したので、ヴァイマル共和政によってポーランド第2共和国に譲られた。  

## 歴史

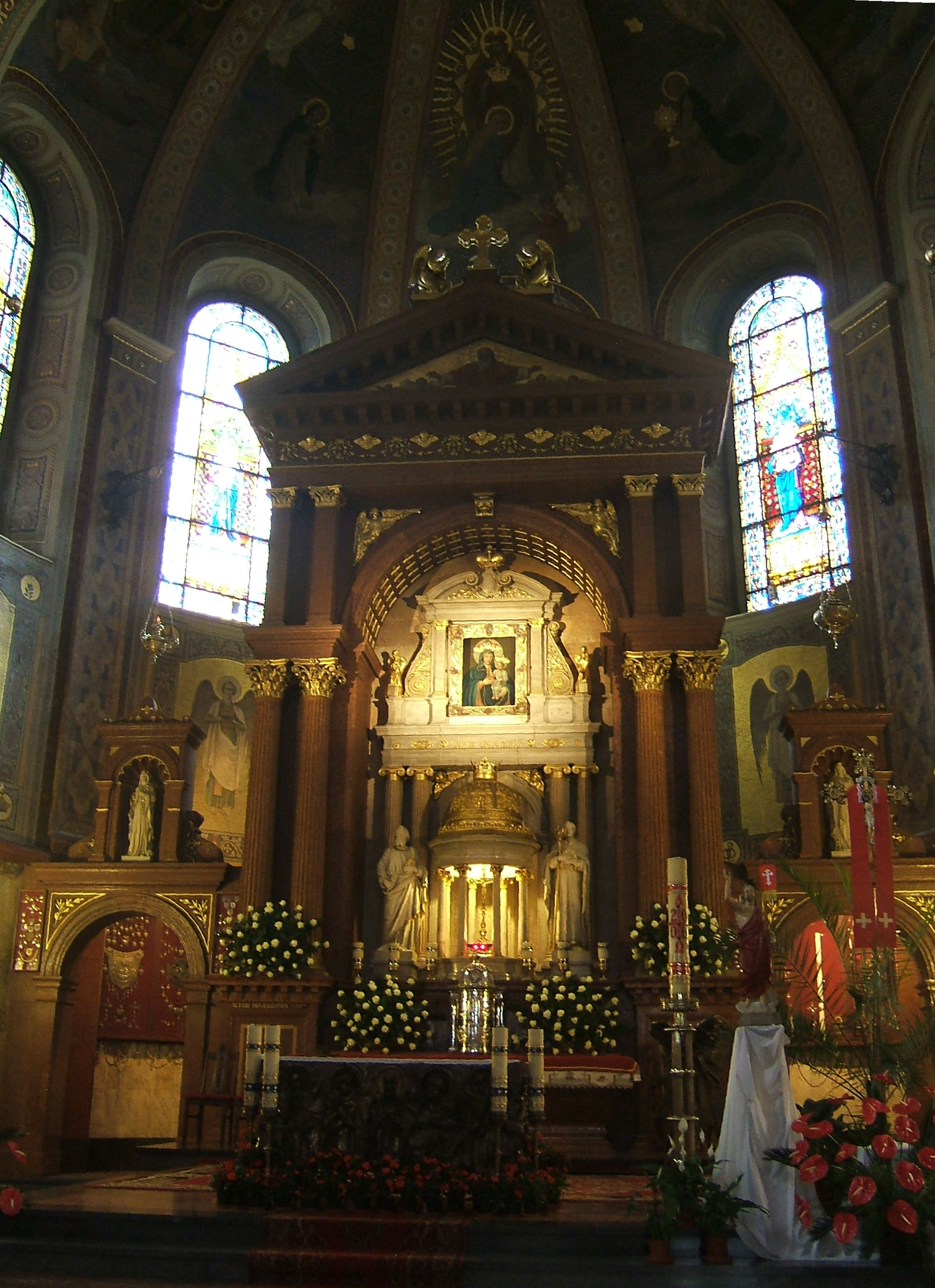
聖母マリアの絵が描かれたピェカルィ・シロンスキェのバジリカ

ピェカルィ・シロンスキェの町は1934年、市町村自治体のSzarlejとWielkie Piekaryが合併して作られた。1975年の行政上の再編成によりすぐ近くの町であるDąbrówka WielkaとBrzeziny Śląskie、Brzozowice、Kamień、Kozłowa Góraを編入した。
1303年から1318年の間に初めての教会と、独立した教区がここに作られた。15世紀に亜鉛と鉛の採鉱業が発展し、小さな村の発展の始まりだった。
12、14世紀にドイツ化したシレジアの公爵が町をおさめたが、ポーランドの起源についての記憶という理由に1683年に第二次ウィーン包囲を性急にしたヤン3世の短期間の訪問は彼らを活気にさせた。その後、ドイツ人のマグナートに対する農民の反乱がいくつか起こった。
1697年、アウグスト2世がピェカルィを訪れた。彼はその土地の教会で自身をカトリックに変え、また同時に、パクタ・コンベンタを誓った。
18世紀に入ると、ピェカルィ・シロンスキェの植民地化とドイツ化が進んだ。結果、土地のポーランドの起源を主張することに対する強い運動となった。
1842年、ピェカルィの教区牧師のAlojzy Ficek牧師が、Daniel Grötschelによってデザインされたロマネスク・リバイバル様式のバシリカを依頼した。聖母マリアの絵はここに置かれた。

## 地区
- コズウォヴァ・グラ (ピェカルィ・シロンスキェ)（ポーランド語版）
- ツェントルム (ピェカルィ・シロンスキェ)（ポーランド語版）
- シャルレイ（ポーランド語版）
- ブジョゾヴィツェ（ポーランド語版）
- カミエニ (ピェカルィ・シロンスキェ)（ポーランド語版）
- ブジェジニ・シロンスキェ（ポーランド語版）
- ドンブルフカ・ヴィエルカ (ピェカルィ・シロンスキェ)（ポーランド語版）

## 有名人
- Hans Kroll
- Karol Langner
- Wilhelm Góra
- Hans Marchwitza　Szarlejの生まれ
- Adam Matysek
- Jerzy Polaczek
- Marek Siwiec
- Walter Winkler
- Dariusz Wosz